# یوشی‌هیسا یاماموتو (دانشمند)
یوشی‌هیسا یاماموتو (انگلیسی: Yoshihisa Yamamoto؛ زاده ۱۹۵۰) یک فیزیک‌دان اهل ایالات متحده آمریکا-ژاپن است.